# Okręg wyborczy Old Sarum

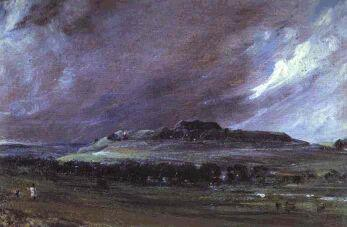
Old Sarum, niezamieszkane wzgórze, które do 1832 r. wysyłało dwóch deputowanych do Izby Gmin, obraz Johna Constable’a z 1829 r.

Okręg wyborczy Old Sarum powstał w 1295 r. i wysyłał do angielskiej, a następnie brytyjskiej, Izby Gmin dwóch deputowanych. Okręg obejmował miasto Old Sarum, leżące w pobliżu obecnego Salisbury. Kiedy w XIII w. założono Salisbury (wówczas New Sarum) mieszkańcy Old Sarum zaczęli opuszczać swoje miasto i przenosić się do nowego Salisbury.
Najpóźniej w XVII w. w Old Sarum nie mieszkał już żaden człowiek, okręg wciąż jednak wysłał deputowanych. Kontrolowali go miejscowi landlordowie, którzy mieli prawo do nominacji dzierżawców, którzy oddawali swoje głosy. W XVIII w. okręg ten był kontrolowany przez rodzinę Pittów. W 1802 r. głowa rodziny, lord Camelford, sprzedał okręg za 60 000 funtów lordowi Caledonowi, który był „właścicielem” tego zgniłego okręgu do jego likwidacji w 1832 r.

## Deputowani do brytyjskiej Izby Gmin z okręgu Old Sarum

### Deputowani w latach 1295–1660
- 1604–1611: William Ravenscroft
- 1604–1611: Edward Leache
- 1621–1622: George Mynn
- 1621–1622: Thomas Brett
- 1624–1625: Robert Cotton
- 1625: John Stradling
- 1626: Benjamin Rudyerd
- 1640–1648: Robert Cecil
- 1640–1641: Edward Herbert
- 1641–1642: William Savile
- 1646–1647: Roger Kirkham
- 1647–1653: Richard Lucy
- 1659: Richard Hill
- 1659: William Ludlow

### Deputowani w latach 1660–1832
- 1660–1661: William Ludlow
- 1660–1661: John Norden
- 1661–1679: Edward Nicholas
- 1661–1669: John Denham
- 1669–1679: Eliab Harvey
- 1679–1679: Eliab Harvey
- 1679–1679: John Young
- 1679–1681: Henry Hare, 2. baron Coleraine
- 1679–1689: Eliab Harvey
- 1681–1689: Thomas Mompesson
- 1689–1689: John Young
- 1689–1689: Thomas Pitt
- 1689–1705: William Harvey
- 1689–1690: John Hawles
- 1690–1695: Thomas Mompesson
- 1695–1698: Thomas Pitt
- 1698–1708: Charles Mompesson
- 1705–1710: Robert Pitt
- 1708–1710: William Harvey
- 1710–1716: Thomas Pitt
- 1710–1713: William Harvey
- 1713–1722: Robert Pitt
- 1716–1722: William Strickland, wigowie
- 1722–1726: Thomas Pitt
- 1722–1724: George Morton Pitt
- 1724–1727: John Pitt
- 1726–1727: George Pitt
- 1727–1728: Thomas Pitt of Boconnoc
- 1727–1728: Thomas Pitt, 1. hrabia Londonderry
- 1728–1734: Matthew St Quintin
- 1728–1734: Thomas Harrison
- 1734–1735: Thomas Pitt of Boconnoc
- 1734–1741: Robert Nedham
- 1735–1747: William Pitt
- 1741–1742: George Lyttelton
- 1742–1747: James Grenville
- 1747–1747: Edward Willes
- 1747–1747: Thomas Pitt of Boconnoc
- 1747–1747: William Irby
- 1747–1754: Charles Sackville, hrabia Middlesex
- 1747–1751: Arthur St Leger, 3. wicehrabia Doneraile
- 1751–1751: Paul Jodrell
- 1751–1754: Simon Fanshawe
- 1754–1761: William Pulteney, wicehrabia Pulteney
- 1754–1755: Thomas Pitt of Bocconoc
- 1755–1761: William Calvert
- 1761–1761: Thomas Pitt of Boconnoc
- 1761–1768: Howell Gwynne
- 1761–1768: Thomas Pitt
- 1768–1774: William Gerard Hamilton
- 1768–1774: John Crauford
- 1774–1784: Pinckney Wilkinson
- 1774–1784: Thomas Pitt
- 1784–1790: John Villiers
- 1784–1802: George Hardinge
- 1790–1796: John Sullivan
- 1796–1797: Richard Wellesley, 2. hrabia Mortington, torysi
- 1797–1799: Charles Watkin Williams-Wynn, torysi
- 1799–1801: George Yonge
- 1801–1802: John Horne Tooke, radykałowie
- 1802–1812: Nicholas Vansittart, torysi
- 1802–1806: Henry Alexander, torysi
- 1806–1807: Andrew Blayney, 11. baron Blayney
- 1807–1818: Josias du Pre Porcher, torysi
- 1812–1832: James Alexander, torysi
- 1818–1820: Arthur Johnston Crawford, torysi
- 1820–1828: Josias du Pre Alexander, torysi
- 1828–1830: Stratford Canning, torysi
- 1830–1832: Josias du Pre Alexander, torysi